# Кузмін Григорій Григорович
Григо́рій Григо́рович Кузмі́н (8 квітня 1917, Виборг, Виборзька губернія — 22 квітня 1988, Тарту, Естонія) — радянський астроном, член-кореспондент АН Естонської РСР (1961).

## Біографічні відомості
Народився у Виборзі. Закінчив Тартуський університет у 1940 році. Упродовж 1939—1951 років працював у Тартуському університеті. З 1950 року — в Інституті астрофізики та фізики атмосфери АН Естонської РСР (до 1973 року — Інститут фізики й астрономії АН Естонської РСР), з 1960 року — завідувач сектору зоряної астрономії цього інституту, з 1971 року — професор.
Наукові праці стосуються фізики й динаміки міжзоряного й міжпланетного пилового середовища, зоряної статистики й особливо динаміки зоряних систем. Визначив параметри локальної структури галактики Чумацький Шлях і щільність матерії в околиці Сонця з руху A-зірок і K-гігантів. 1943 року застосував  модель плоского диска до виведення радіального розподілу зірок у галактиці M31 у сузір'ї Андромеди. Розробив основи теорії еволюції зоряних систем під впливом іррегулярних сил. Запропонував третій інтеграл руху зірок у квадратичній щодо швидкостей формі й побудував модель Галактики, яка допускає такий інтеграл.
Президент Комісії № 33 «Структура і динаміка Галактики» Міжнародного астрономічного союзу (1979—1982).

## Відзнаки
Премія імені Ф. О. Бредіхіна АН СРСР (1971) — за серію праць з теоретичної зоряної динаміки.